# 代打屋トーゴー
『代打屋トーゴー』（だいだやトーゴー）は、たかもちげんによる日本の漫画作品。1983年から1990年まで『モーニング』（講談社刊）に連載された。全244話。基本的に1話完結（まれに前・後編もある）。
古尾谷雅人の主演でオリジナルビデオ化もされている。

## 登場人物

### 主人公
トーゴー
本作の主人公。本名は吉本大介（よしもと だいすけ）。彼はふたつの顔を持ち、普段は土木課に勤める地方公務員、正規の労働時間である8時間のうち1時間しか働かないことからパァピンと呼ばれている。しかし、彼のもう一つの顔はパーフェクト・ピンチ・フォローオフィスの所長、代打屋トーゴーである。殺人と営利誘拐を除くあらゆる「代打稼業」を幾多の依頼人から請け負い、毎回、自身の知力と体力、そして的確な判断と機転によって完璧に遂行する。31歳、独身。

#### キャラクター性
序盤では喫煙者だったが、中盤辺りから煙草は一切吸わなくなった。以前恋人にキスしたとき、ヤニ臭いと言われたからとか。
酒を呑むシーンも比較的少なく、悪酔いしたのはワインの鑑定の時と、土木課での花見の時くらいである。
髭を生やしているのは無精髭の第1話のみ。1度依頼で付け髭をたくわえて別人に成りすましたことがある。
基本的に暴力は振るわず、殴られることはあっても殴ることはない紳士であるが、直接ではただ一度、SPをぶん殴ったシーンがある。ただし、チンピラ然とした男を改心させるため対決し、石を握りこんだストレートでノックアウトしたこともある。

#### イラストの変遷
トーゴーのイラスト（絵のタッチ）は序盤と終盤では随分と変化している。第1話では顔にホクロがあり、不精髭を生やしている。そして頬骨と角ばった顎が特徴的だったが、中盤辺りから頬骨が次第に消え、顎も比較的丸くとがっている。終盤では前髪が突き出るなど、序盤の渋いハードボイルドなキャラクターから、若々しい男性と変貌を遂げている。ちなみに31歳という設定に変化はないようである。

#### ファッション
第1話ではトレンチコートに帽子、そしてサングラスをかけていた。それ以降は、白スーツ、網柄のシャツに吊りズボン、白いネクタイ、眼鏡は土木課の吉本大介の物と同じ、胸には造花と思われるバラを左胸に着けている。また、連載中期から網柄のシャツからライト・ダークシャツ（これは最終話まで）に変更されている。
公務員としての吉本は、上下斜めチェックのスーツ、そして黒ネクタイである（稀にこの服装でトーゴーモードになる場合がある）。

#### 愛車
トーゴーの愛車は原則としてトヨタ・2000GT（連載初期）。他にトヨタ・スポーツ800や（当時）ユーノス・ロードスター（連載後期）に乗る事もあった。
公務員としての吉本は自転車通勤である。

#### 住居
東京都東京区（架空）にあるガソリンスタンドの2階を借りて住んでいる。これは吉本大介の住居兼パーフェクト・ピンチ・フォローオフィスの事務所でもある。

#### アイテム
トーゴーの手さげカバンには依頼遂行の為の様々なアイテムが多数収められている（以下はその一部）。
- 音叉：壁やパイプ等を叩き、その共鳴音を聞き分けて探索などを行う。第1話で拳銃を軽く叩き、その音のひずみでその銃が良品か不良か100パーセント聞き分けられるというエピソードがあるが、オリジナルビデオでも古尾谷雅人は原作と同様、この演技をしている。
- 聴診器：ダイヤル式の金庫を開ける時などに使用。水没する地下室に閉じ込められた時、シュノーケル代わりに使用したことも有る。
- その他：はさみ、ニッパー、マイクロメータ、テスターなど

### トーゴー側

#### 協力者
世羅淳子
第3話から登場。世羅法律事務所所長。有能な弁護士でトーゴーの心強いブレーン。トーゴー側の登場人物としては登場回数が最も多い。あだ名はセーラ。姪がいる。
森美鈴
第2話から登場。ソープランドルンルンのオーナー兼従業員。世羅とは大学の同級生。妹がいる。
藤王麻衣子
藤王財閥の令嬢。かつてトーゴーの恋人だった。
本城美紀
世羅淳子の姪。代打屋に憧れ、トーゴーの押しかけ助手として登場。一旦は諦めるが、その後も度々トーゴーの助手を勤める。
森下志摩子
大学付属病院の女性医師。ある事件でトーゴーの依頼者となり、それ以来トーゴーの良き協力者となる。頭に“超”がつくほどのヘビースモーカー。

#### 敵対者
ゴールドバスター
殺人も請け負うトーゴーのライバルの代打屋。何度もトーゴーと対決するが全戦全敗である。連載当時の頃のマイケル・ジャクソンに似た容姿をもつ。ジャネットと言う妹がいる。
スパイダーマン
原爆をも取り扱う武器商人。強力な催眠術を扱うことができる。
チャイニーズエンゼルカンパニー
中国から来た姉妹。最初はトーゴーのライバルだったが、後には自分たちの手には余る依頼を引き受けてトーゴーにすがりつく厄介物キャラに変わっている。何故かネイティヴな関西弁でしゃべる。
佐藤千秋
チーターと名付けたコンピューター（PC-98XA）を使用するハッカー。最初はトーゴーのライバルとして登場した。敗北後はトーゴーの依頼を受けた協力者として登場する。
桜刑事
ある事件がきっかけで知り合いとなる。以前トーゴーを留置所に一泊させたが後に良き協力者となる。あだ名はチェリー。

### 吉本側
(主に土木課職員の面々であり、基本的に彼らは吉本の裏の顔（トーゴー）を知らないが、まれに依頼をするケースもあった。その際、トーゴーは仮面で顔を隠して依頼を聞いている)
大石輝男
東京区役所土木課課長で吉本の上司。いつも吉本に対し怒っている。既婚者。
新井紀子
吉本の後輩で、舟山と同様吉本に恋心を抱く。あだ名は紀ちゃん（連載終期には婚約、婚前旅行といったストーリーもあった。また中盤辺りから後ろ髪がショートからセミロングへと変わっている）。
舟山京子
吉本の先輩。中期には紀ちゃんと同様、吉本に恋心を抱く。剣道の達人で独身。あだ名は舟山女史。
森田一作
吉本の後輩で、紀ちゃんに恋心を抱く。剣道の元学生チャンピオン。独身。
遠山光
吉本の同僚。どこにでもいそうな生真面目な公務員。既婚者。

### トーゴー／吉本に共通
岩本
ガソリンスタンドオーナー兼吉本の家主。離婚歴がある。自分に対しても他人に対しても厳しいタイプの働き者の女性。あだ名はオバハン。

### その他
吉本の両親
ある山頂で観測をしている。かつて吉本はこういった自然環境で育った。

## 連載時
- 例外もあるが、大概、最後の1頁で土木課の面々に吉本がからかわれる場面で終わる（後に、コミカルな最終1頁を描くことが楽しみであったと、たかもちげんは別の誌面で述べている）。
- 連載時、掲載誌の最後に掲載されていることが多く、当時としては殿（しんがり）だった（稀に巻頭カラーで連載されることもあった）。
- 連載初期や中期にかけてはお色気な絵（いわゆる美女による濡れ場やヌードシーン）がしばしば見られたが、中期から後期にかけてはあまり見られなくなった。
- 連載当時、しばしば次回予告で“爆弾キャッチボール”というタイトルが挙げられていたが、結局1度も発表されないままお蔵入りとなった。

## 単行本、文庫本
- 単行本は全25巻（モーニングKCで現在絶版）。初期の頃は表紙に数人の美女達にトーゴーが囲まれる絵が多々描かれており、中期から終期にかけては主にトーゴーのみ、又はトーゴーと美女一人など比較的誌面キャラクターは減っている。
- 表紙の裏には全巻、作者の顔写真と数行のコメントが述べられている。
- ほとんどの頁が誌面からはみ出すコマ割りでレイアウトされているため、頁の表示がほとんど無く、そのためか目次のコンテンツは無い。
- 全てではないが、巻末には番外編として作者による描きおろし、“代打屋トーゴー○○編”（主におとぎ話が多い）が数ページによりふきだし無しで描かれている。
- 裏表紙には女性キャラのイラストが描かれている。
- 以前、文庫本として再出版されたが全話分の約半分が出版されたままで、未だ全巻は発売されていない。巻末には全てに作者による解説がそれぞれ書かれている。
- トーゴーに登場するチャイニーズエンゼルカンパニーが主役のチャイニーズエンゼルカンパニーの単行本がある。